# Jacques de Caulers
Jacques de Caulers, mort en  1496, est un prélat français du XVe siècle, évêque de Nîmes.

## Biographie
Jacques de Caulers est abbé de Grenetières. Il dispute la possession du siège archiépiscopal d'Embrun à Jean Baile. Caulers est élevé à la même dignité par une bulle du pape Calixte III à la sollicitation de Louis XI.
Il est nommé évêque de Nîmes en 1482. Le 10 décembre 1482, il prête serment dans le chapitre régulier des chanoines du prieuré Saint-Nicolas de Campagnac, acte signé par Jean de Nîmes, chanoine de ce prieuré, et prieur également de Saint-André de Collorgues. Après sa nomination, il envoie immédiatement Jean Galeran, chanoine d'Embrun, pour prendre en son nom possession de l'évêché de Nîmes.
Mais le chapitre, jaloux de ses privilèges, ne veut pas le recevoir sans les bulles du pape et le brevet du roi. L'évêque vient lui-même, et prête le serment d'usage. À ces conditions, les chanoines consentissent à le reconnaître pour le pasteur de tout le diocèse.
Pendant que Jacques de Caulers représente, aux États de Tours, le clergé de la sénéchaussée de Beaucaire, le nouveau roi Charles VIII confirme en détail les privilèges des Nîmois, qu'il égale à ceux des bourgeois de Paris.